# Breteuil (Oise)
Breteuil (auch Breteuil-sur-Noye genannt) ist eine französische Gemeinde mit 4189 Einwohnern (Stand 1. Januar 2022) im Département Oise in der Region Hauts-de-France. Sie gehört zum Arrondissement Clermont und zum Kanton Saint-Just-en-Chaussée.

## Lage
Breteuil liegt nördlich der Oise im Tal der Noye an der Route nationale 1 auf halber Strecke zwischen Beauvais und Amiens. Im Norden hat die Gemeinde mit vier Anlagen einen Anteil an einem interkommunalen Windpark.

## Geschichte
Der Ort ist seit gallorömischer Zeit bewohnt. Südlich von Breteuil und östlich von Vendeuil-Caply wurden Ruinen einer alten Stadt aus dem 1. Jahrhundert gefunden. Die Grabungsfunde dieser alten Stadt befinden sich heute im Musée Archéologique de l’Oise, bei Vendeuil-Caply.
In seinen Aufzeichnungen De Bello Gallico über den Gallischen Krieg gibt Cäsar „Bratuspantium“ als eine Stadt im Siedlungsgebiet der Bellovaker an, wohin sich dieses Volk im Jahr 57. v. Chr. zurückgezogen hatte.
Im Jahr 54. V. Chr. befand sich das Winterlager der Legion des Quästors Marcus Licinius Crassus im Siedlungsgebiet der Bellovaker, 25 römische Meilen (37 Kilometer) von Cäsars Winterlager bei Samarobriva, dem heutigen Amiens, entfernt.
Breteuil liegt 32 Kilometer und Vendeuil-Caply 35 Kilometer von Amiens entfernt. Schon lange vor 1858 wurde Breteuil daher als das frühere Bratuspantium angenommen. Bei Göler heißt es: „D’Anville, und ihm folgend Napoleon III., hat sich bekanntlich dafür ausgesprochen, das Bratuspantium in der Nähe von Breteuil gelegen habe, hauptsächlich weil eine Viertelstunde von diesem Städtchen noch Ruinen einer alten Stadt vorhanden seien, die nach einer Denkschrift eines dortigen Geistlichen von 1570 damals noch Bransuspans genannt wurden.“
Im Mittelalter entwickelte er sich um die Burg der Grafen von Breteuil und die 1035 gegründete Abtei Notre-Dame de Breteuil. Die Burg wurde im 15. Jahrhundert geschleift, so dass heute lediglich noch der Burghügel existiert, auf dem im 19. Jahrhundert Bürgerhäuser errichtet wurden. Von der Abtei stehen seit der Revolution ebenfalls nur noch Ruinen.

### Bevölkerungsentwicklung
| Jahr                       | 1962 | 1968 | 1975 | 1982 | 1990 | 1999 | 2006 | 2013 | 2021 |
| -------------------------- | ---- | ---- | ---- | ---- | ---- | ---- | ---- | ---- | ---- |
| Einwohner                  | 2746 | 3085 | 3531 | 3873 | 3879 | 4131 | 4267 | 4536 | 4156 |
| Quellen: Cassini und INSEE |      |      |      |      |      |      |      |      |      |

## Sehenswürdigkeiten
- Kirche Saint-Jean-Baptiste
- Ehemalige Abteikirche Sainte-Marie
- Geburtshaus von Hippolyte Bayard
- Ausgrabungsstätte eines gallorömischen Theaters

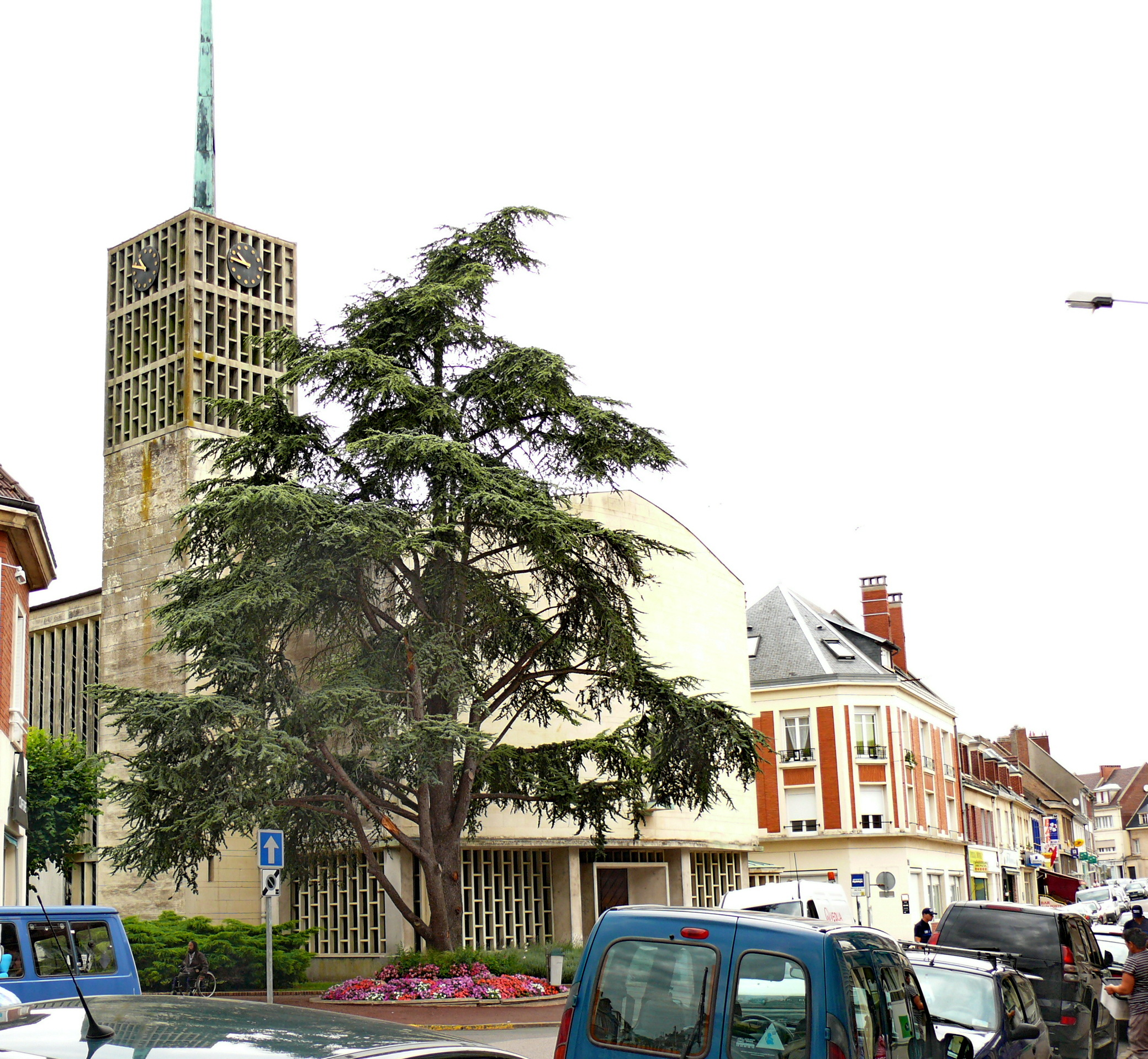
Kirche Saint-Jean-Baptiste
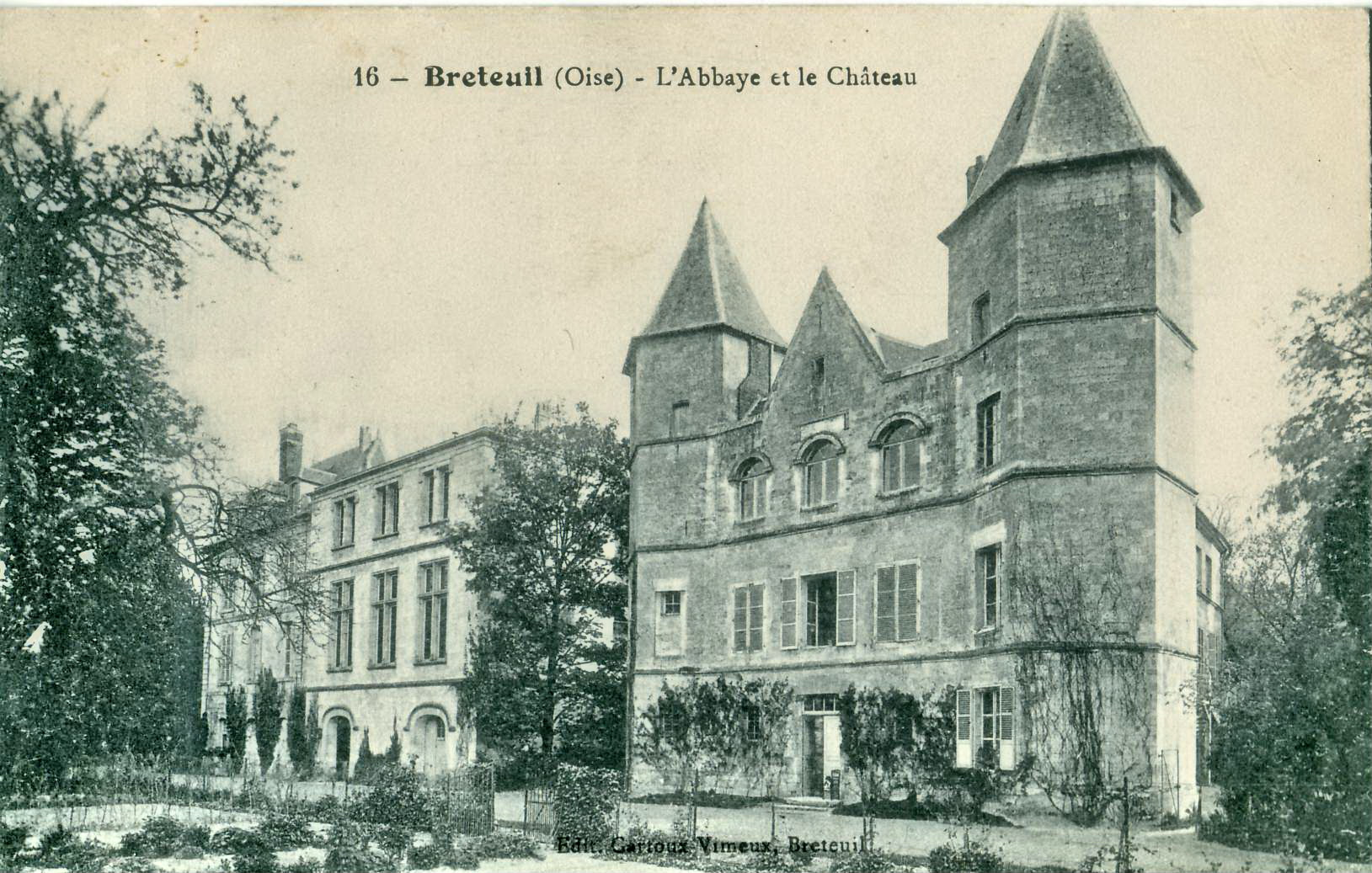
Abteikirche und Burg von Breteuil Anfang des 20. Jahrhunderts
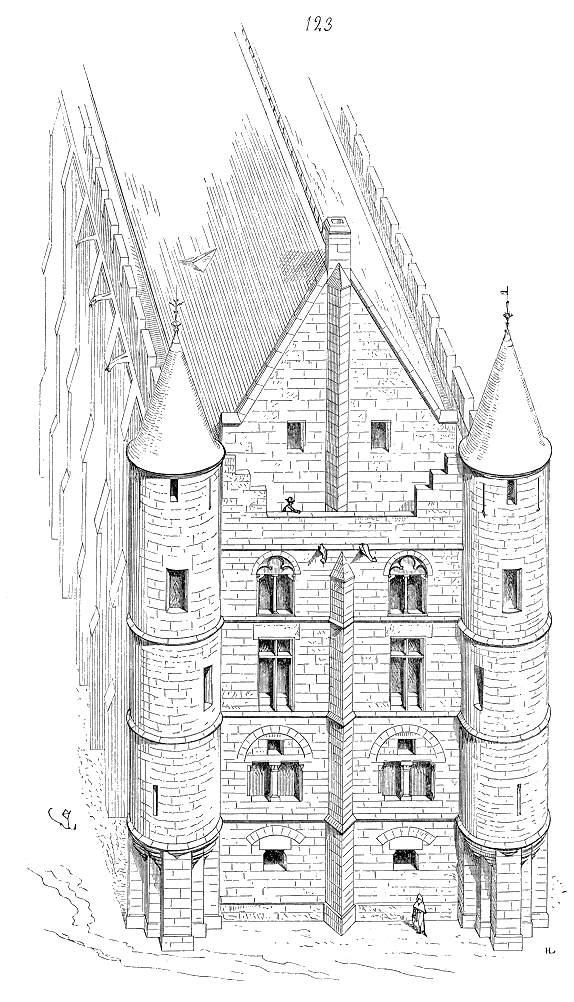
Abtei Sainte Marie de Breteuil, Zeichnung von Viollet-le-Duc
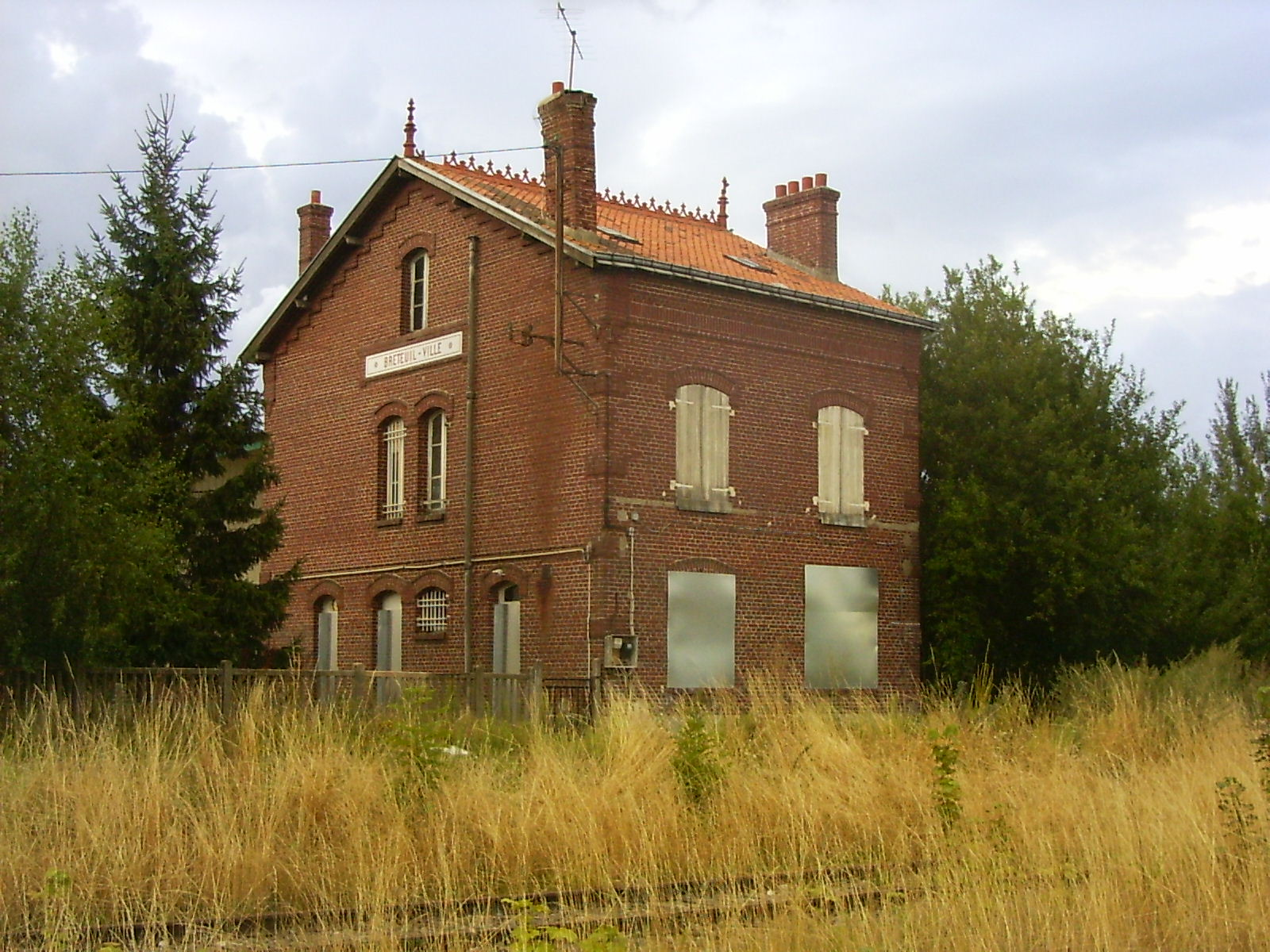
Bahnhof Breteuil

## Persönlichkeiten
- Hippolyte Bayard (1801–1887), Fotograf